# Лич (језеро)
Лич (енгл. Leech Lake) је језеро у Сједињеним Америчким Државама. Налази се на територији америчке савезне државе Минесота. Површина језера износи 417 km².